# منشية الأوقاف (دمنهور)
قرية منشية الأوقاف هي إحدى القرى التابعة لمركز دمنهور في محافظة البحيرة في جمهورية مصر العربية. حسب إحصاءات سنة 2006، بلغ إجمالي السكان في منشية الأوقاف 12557 نسمة، منهم 6304 رجل و6253 امرأة.